# Verbandsgemeinde Annweiler am Trifels
Die Verbandsgemeinde Annweiler am Trifels ist eine Gebietskörperschaft im Landkreis Südliche Weinstraße in Rheinland-Pfalz. Der Verbandsgemeinde gehören die Stadt Annweiler am Trifels sowie zwölf weitere Ortsgemeinden an, der Verwaltungssitz ist in der namensgebenden Stadt Annweiler am Trifels.

## Geographie

### Lage
Die Verbandsgemeinde befindet sich innerhalb des Pfälzerwaldes. Der südliche Teil liegt im Wasgau, wie der Südteil des Pfälzerwaldes auch genannt wird, während der Norden im mittleren Pfälzerwald liegt; der Nordwesten umfasst Gebiete der Frankenweide.

### Verbandsangehörige Gemeinden
| Ortsgemeinde, Stadt         | Fläche (km²) | Einwohner |
| --------------------------- | ------------ | --------- |
| Albersweiler                | 10,85        | 1.976     |
| Annweiler am Trifels, Stadt | 39,88        | 7.249     |
| Dernbach                    | 3,86         | 440       |
| Eußerthal                   | 12,52        | 885       |
| Gossersweiler-Stein         | 8,60         | 1.434     |
| Münchweiler am Klingbach    | 2,14         | 214       |
| Ramberg                     | 7,75         | 978       |
| Rinnthal                    | 13,81        | 694       |
| Silz                        | 8,51         | 712       |
| Völkersweiler               | 4,10         | 561       |
| Waldhambach                 | 3,92         | 375       |
| Waldrohrbach                | 5,90         | 440       |
| Wernersberg                 | 8,03         | 1.110     |
| Verbandsgemeinde gesamt     | 129,86       | 17.068    |

(Einwohner am 31. Dezember 2023)

### Erhebungen
Die höchste Erhebung im südlichen Teil ist der 576 8 Meter hohe Rehberg. Nordöstlich von diesem erstreckt sich der Sonnenberg und weiter östlich der Hohenberg. Im Südwesten liegen der Ebersberg, der Rötzenberg (459 m) und der Dimberg (418 m). Südlich des Rehbergs schließen sich der Kleine (451 m) und der Große Hahnstein an. Im äußersten Südosten befindet sich der Abtskopf.
Nördlich der Queich sind der Almersberg (564,1 Meter), der Harzofenberg (556,4 Meter), der Große Fischberg (530,3 Meter), der Kehrenkopf (529,7 Meter) und das Meisenhorn (518,2 Meter) markante Erhebungen.

### Gewässer
Zentrales Fließgewässer ist die in West-Ost-Richtung verlaufende Queich. Von links nimmt sie westlich von Rinnthal den Wellbach auf, die zuvor wiederum mehrere Zuflüsse wie den Eiderbach, den Kleinen Fischbach, den Kaltenbach, den Freischbach und das Langenbächel aufnimmt. Innerhalb von Sarnstall mündet von rechts der Rimbach. Danach kommen von links der Hahnenbach und der anderthalb Kilometer lange Eisbach, der durch Zusammenfluss von Dernbach und Eußerbach entsteht.
Der Dernbach nimmt unterwegs mehrere Zuflüsse wie den Bach vom Drenselberg, den Hermersbach, den Holpertalbach, den Ohlsbach, den Ramberger Bach, den Talbach, den Waltersbach, den Pfalzbach, den Leinbach sowie den Sandbach auf. Der Eußerbach ist unmittelbar nördlich von Eußerthal zum Schweinswoog aufgestaut. Anschließend nimmt er von rechts den Dürrentalbach auf. Weiter südöstlich nimmt er von rechts der den Eischbach auf.
Jenseits des Einzugsgebiets der Queich entspringt südlich von Gossersweiler-Stein der Klingbach. Westlich des Silzer Siedlungsgebiets ist er zum Silzer See aufgestaut; kurze Zeit vor Erreichen der Bebauung nimmt er von rechts den Sandwiesenbach auf. Unmittelbar östlich von Gossersweiler entsteht der Kaiserbach, der jenseits der Gemarkung der Verbandsgemeinde in den Klingbach mündet.

## Geschichte
Die Verbandsgemeinde Annweiler am Trifels wurde im Rahmen der in den 1960er Jahren begonnenen rheinland-pfälzischen Gebiets- und Verwaltungsreform auf der Grundlage des „Dreizehnten Landesgesetzes über die Verwaltungsvereinfachung im Lande Rheinland-Pfalz“ vom 1. März 1972, in Kraft getreten am 22. April 1972, neu gebildet.
Statistik zur Einwohnerentwicklung
Die Entwicklung der Einwohnerzahl auf dem Gebiet der heutigen Verbandsgemeinde Annweiler am Trifels; die Werte von 1871 bis 1987 beruhen auf Volkszählungen:
| Jahr | Einwohner |
| 1815 | 10.883    |
| 1835 | 12.277    |
| 1871 | 11.890    |
| 1905 | 13.907    |
| 1939 | 14.689    |
| 1950 | 15.274    |

| Jahr | Einwohner |
| 1961 | 17.155    |
| 1970 | 17.775    |
| 1987 | 16.228    |
| 1997 | 17.441    |
| 2005 | 17.362    |
| 2023 | 17.068    |

## Politik

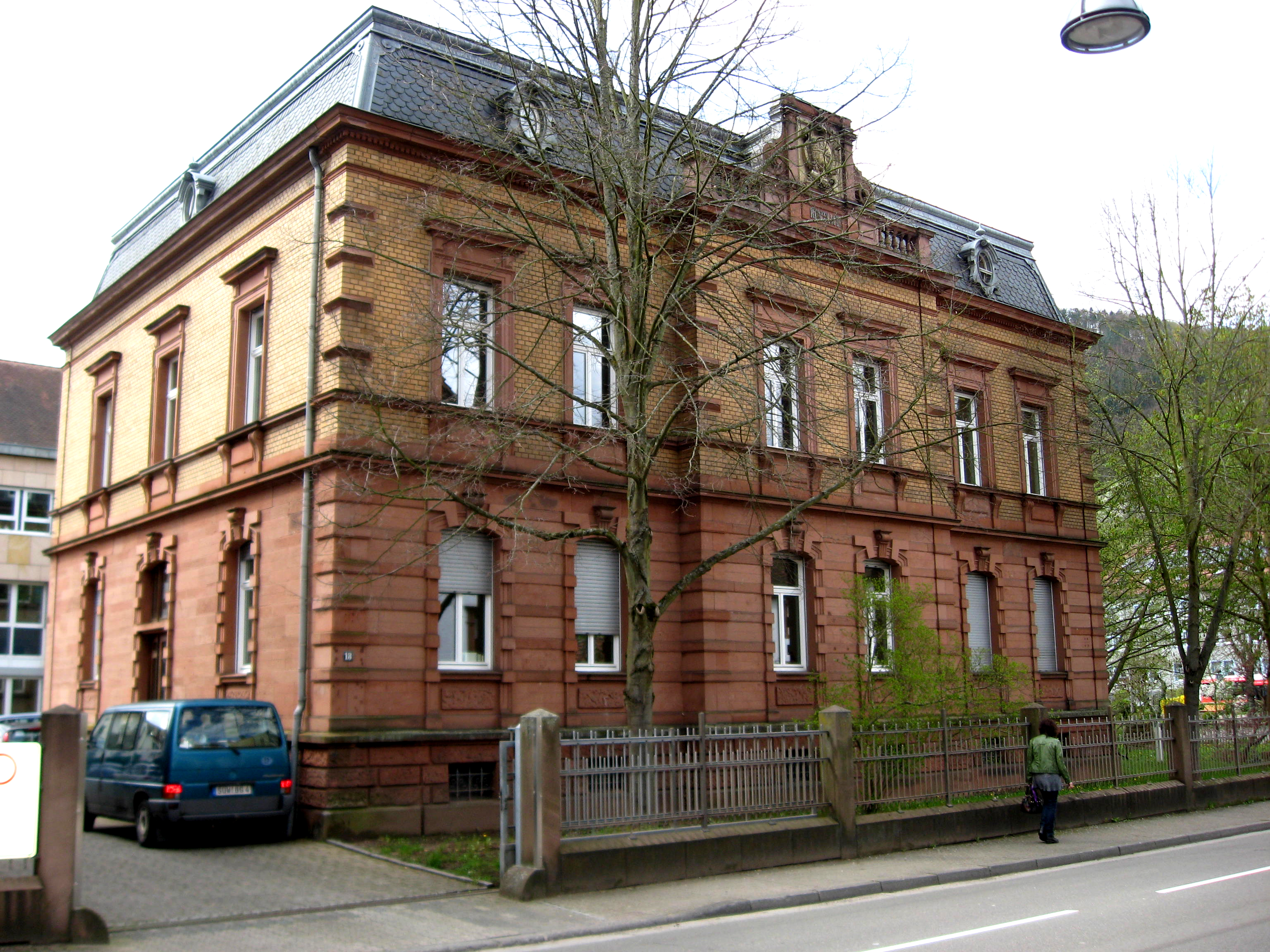
Verbandsgemeindeverwaltung

### Verbandsgemeinderat
Der Verbandsgemeinderat Annweiler am Trifels besteht aus 32 ehrenamtlichen Ratsmitgliedern, die bei der Kommunalwahl am 9. Juni 2024 in einer personalisierten Verhältniswahl gewählt wurden, und dem hauptamtlichen Bürgermeister als Vorsitzendem.
Die Sitzverteilung im Verbandsgemeinderat:
| Wahl | SPD | CDU | Grüne | AfD | FDP | LFW | FWG | Gesamt   |
| ---- | --- | --- | ----- | --- | --- | --- | --- | -------- |
| 2024 | 6   | 10  | 4     | 5   | 2   | –   | 5   | 32 Sitze |
| 2019 | 6   | 9   | 5     | 3   | 3   | –   | 6   | 32 Sitze |
| 2014 | 10  | 10  | 4     | –   | 1   | 2   | 5   | 32 Sitze |
| 2009 | 10  | 11  | 3     | –   | 2   | 2   | 4   | 32 Sitze |
| 2004 | 9   | 12  | 2     | –   | 2   | –   | 7   | 32 Sitze |

- LFW = Liste Freier Wähler des Kreises SÜW und der Verbandsgemeinde Annweiler am Trifels e. V.
- FWG = Freie Wählergruppe der Verbandsgemeinde Annweiler am Trifels e. V.

### Bürgermeister
Bürgermeister der Verbandsgemeinde Annweiler ist seit dem 1. Januar 2018 Christian Burkhart (CDU). Bei der Direktwahl am 11. Juni 2017 wurde er mit einem Stimmenanteil von 50,9 % für acht Jahre gewählt. Er ist Nachfolger von Kurt Wagenführer (FWG), der aus gesundheitlichen Gründen nicht mehr angetreten war, und dessen Vorgängers Ludwig Lehnberger (CDU, Bürgermeister von 1983 bis 2009).

### Wappen
Die Wappenbeschreibung lautet: „In silbernem Schildbord durch eine eingepfropfte goldene Spitze von Blau und Schwarz gespalten, oben rechts ein schräglinks gerichteter goldener Krummstab, belegt mit einem schwebenden silbernen Kreuz, oben links ein wachsender rotbewehrter, -bezungter und -bekrönter goldener Löwe, unten auf rotem Dreifels eine ebenfalls rote Burg.“
Das Wappen wurde 1985 von der Bezirksregierung Neustadt genehmigt und zeigt die Symbole der ehemaligen Landesherren, das Kreuz des Hochstifts Speyer und den Pfälzer Löwen der Kurpfalz, sowie die Burg Trifels.